# 二溴化硫
二溴化硫是一种无机化合物，化学式 SBr2。它是一种有毒气体。
二溴化硫不稳定，会分解成S2Br2和溴单质。它的性质和二氯化硫接近, 会水解成溴化氢，二氧化硫和单质硫。
SBr2 可以由SCl2 和 HBr化合而成，可是它的不稳定使它无法在室温下制备。很多时候，S2Br2 会被合成出来。